# Шиес (посёлок железнодорожной станции)
Ши́ес — обезлюдевший посёлок в Ленском районе Архангельской области на левом берегу Вычегды при железнодорожной станции Ши́ес Сольвычегодского отделения Северной железной дороги на линии «Котлас — Воркута». Входит в состав Урдомского городского поселения.
Находится в 23 км к юго-западу от посёлка Мадмас (Усть-Вымский район, Республика Коми) и в 32 км от посёлка Урдома.

## Население
| 2002 | 2010 | 2012 |
| ---- | ---- | ---- |
| 0    | →0   | →0   |